# Gołębice (wieś)
Gołębice (niem. Galbitz) – wieś w Polsce położona w województwie dolnośląskim, w powiecie oleśnickim, w gminie Dziadowa Kłoda. Według danych z Gminy Dziadowa Kłoda ludność Gołębic w 2018 wynosiła  407 osób

## Podział administracyjny
W latach 1975–1998 miejscowość administracyjnie należała do województwa kaliskiego.

## Nazwa
Według niemieckiego językoznawcy Heinricha Adamy’ego nazwa miejscowości pochodzi od polskiej nazwy "goły". W swoim dziele o nazwach miejscowych na Śląsku wydanym w 1888 roku we Wrocławiu jako starszą od niemieckiej wymienia nazwę Galewitz podając jej znaczenie "Kahlau (kalau)" czyli po polsku "Łyse, gołe, wyłysiałe". Nazwa pochodzi prawdopodobnie od gołego terenu pozbawionego drzew, na którym przeprowadzono deforestację. Adamy zalicza nazwę wsi do grupy miejscowości, których nazwa wywodzi się od wycinki drzew "von gola = vom Walde freigemachter, kahler ort". Niemcy zgermanizowali nazwę na Galbitz w wyniku czego utraciła ona swoje pierwotne znaczenie. W wyniku historycznych procesów lingwistycznych oraz zmian nazw obecna nazwa nie wiąże się teraz z pierwotnym znaczeniem.